# Wormwood
Wormwood är Marduks elfte studioalbum. Titeln offentliggjordes 25 juni och omslaget 13 juli 2009. 23 juli offentliggjordes även låtlistan för albumet. I samband med att albumet släpptes gjorde bandet en världsturné med namnet "Funeral Nation 2009/2010", vilken inleddes med spelningar i USA, till viss del för att gottgöra för en USA-turné som tidigare behövt ställas in på grund av krångel med visum.  Wormwood spelades in i Endarker Studio i Norrköping med bandets basist, Magnus "Devo" Andersson, som producent.
Albumets titel, Wormwood, är engelska för malört, och är taget från Uppenbarelseboken 8:10–11:
| ” | Den tredje ängeln blåste i sin basun. Då föll en stor stjärna från himlen, brinnande som en fackla, och den föll på en tredjedel av floderna och på vattenkällorna. Och stjärnans namn är Malört. | „ |

| ” | The third angel sounded, and there fell a great star from heaven, burning as if there was a lamp, and it fell on the third part of the rivers, and upon the fountains of waters. And the name of the star is called: Wormwood. | „ |

## Låtlista
1. "Nowhere, No One, Nothing" - 3:20
2. "Funeral Dawn" - 5:51
3. "This Fleshly Void" - 3:07
4. "Unclosing the Curse"  - 2:15
5. "Into Utter Madness" - 4:56
6. "Phosphorous Redeemer" - 6:11
7. "To Redirect Perdition"  - 6:41
8. "Whorecrown" - 5:29
9. "Chorus of Cracking Necks"  - 3:47
10. "As a Garment" - 4:18

## Medverkande
- Daniel "Mortuus" Rostén– sång
- Morgan "Evil" Steinmeyer Håkansson – gitarr
- Magnus "Devo" Andersson – bas
- Lars Broddesson - trummor